# Tenkovi NDH
Tijekom svog kratkog života NDH nije imala svojih tenkova nego ih je dobivala od nacističke Njemačke ili kupovala od sebi srodnih režima.
Tipovi tenkova koje je na takav način dobila, pa potom koristila NDH su:
- TK-3
- L3/33
- L3/35
- L6/40
- Semovente 47/32
- M13/40
- M14/41
- M15/42
- Renault FT-17
- R-35
- H-39
- S-35
- Panzer I
- Panzer III
- Panzer IV
- Tiger I  (spominju se u bitci kod lijevca polja)